# Eva Henychová
Eva Henychová (* 8. září 1974 ve Zlíně) je česká folková písničkářka, textařka a hudební skladatelka křesťanského zaměření. V dětství účinkovala v seriálu My holky z Městečka.

## Život
V roce 1985 hrála v dětském televizním seriálu My holky z Městečka, kde také zpívala. V letech 1991 až 1992 zpívala ve Zlínském divadle v muzikálovém představení Proč se lidé nemaj rádi. V roce 1991 získala 1. místo v soutěži festivalu Porta v Plzni, což zavdalo impuls k jejímu dalšímu veřejnému vystupování. V letech 1994 až 1999 studovala na pražské Konzervatoři Jaroslava Ježka obor zpěv a kytara. V roce 1996 vydala své první CD a poté začala vystupovat plně profesionálně. Zpívá často v malých sálech, klubech a kostelích, koncertuje i pro vězně, nemocné a staré lidi. Vystupovala také v Bosně a Hercegovině a v českých komunitách v Chorvatsku, Moldávii, Polsku, Rumunsku a na Ukrajině.

## Diskografie
- CD Svítání – vydáno vlastním nákladem v roce 1996
- CD Za stěnou z papíru – vydáno vlastním nákladem v roce 2000
- CD Všechno je jinak – nahráno se skupinou Oboroh, 2004
- CD Sinaj, 2010
- CD Nevzdávej se, 2022

## Filmografie
- 1985 My holky z městečka .... Jarka Hlaváčková [4][5]
- 1987 Strašidla z vikýře .... dívka [6]

## Publikace a dokumenty
- Zpěvník - písně z alba "Svítání" a "Za stěnou z papíru", 2002
- Jiří Smutný: Síla lásky – portrét folkové šansoniérky, 2004
- Osudy hvězd, 2007 [7]
- Zpěvník písní Evy Henychové z alba Všechno je jinak, 2007
- Zpěvník písní Evy Henychové z alba Sinaj, 2010
- Jiří Smutný: Neretušovaný portrét Evy Henychové, 2016